# باري ريتشاردز
باري ريتشاردز (21 يوليو 1945 بديربان في جنوب أفريقيا - ) (بالإنجليزية: Barry Richards)‏ هو لاعب كريكت جنوب أفريقي. شارك مع منتخب جنوب أفريقيا الوطني للكريكت. أما مع النوادي، فقد لعب مع فريق جنوب أستراليا للكريكت ‏ ونادي مقاطعة غلوستر للكريكت ‏ ونادي مقاطعة هامبشاير للكريكت ‏ وفريق كوازولو ناتال للكريكت ‏.

## وصلات خارجية
- باري ريتشاردز على موقع إي آس بي آن كريك إنفو (الإنجليزية)